# Прођето Казе Саса Нзи (Л'Аквила)
Прођето Казе Саса Нзи (итал. Progetto Case Sassa Nsi) је насеље у Италији у округу Л'Аквила, региону Абруцо.
Према процени из 2011. у насељу је живело 1180 становника. Насеље се налази на надморској висини од 656 м.